# OneWeb

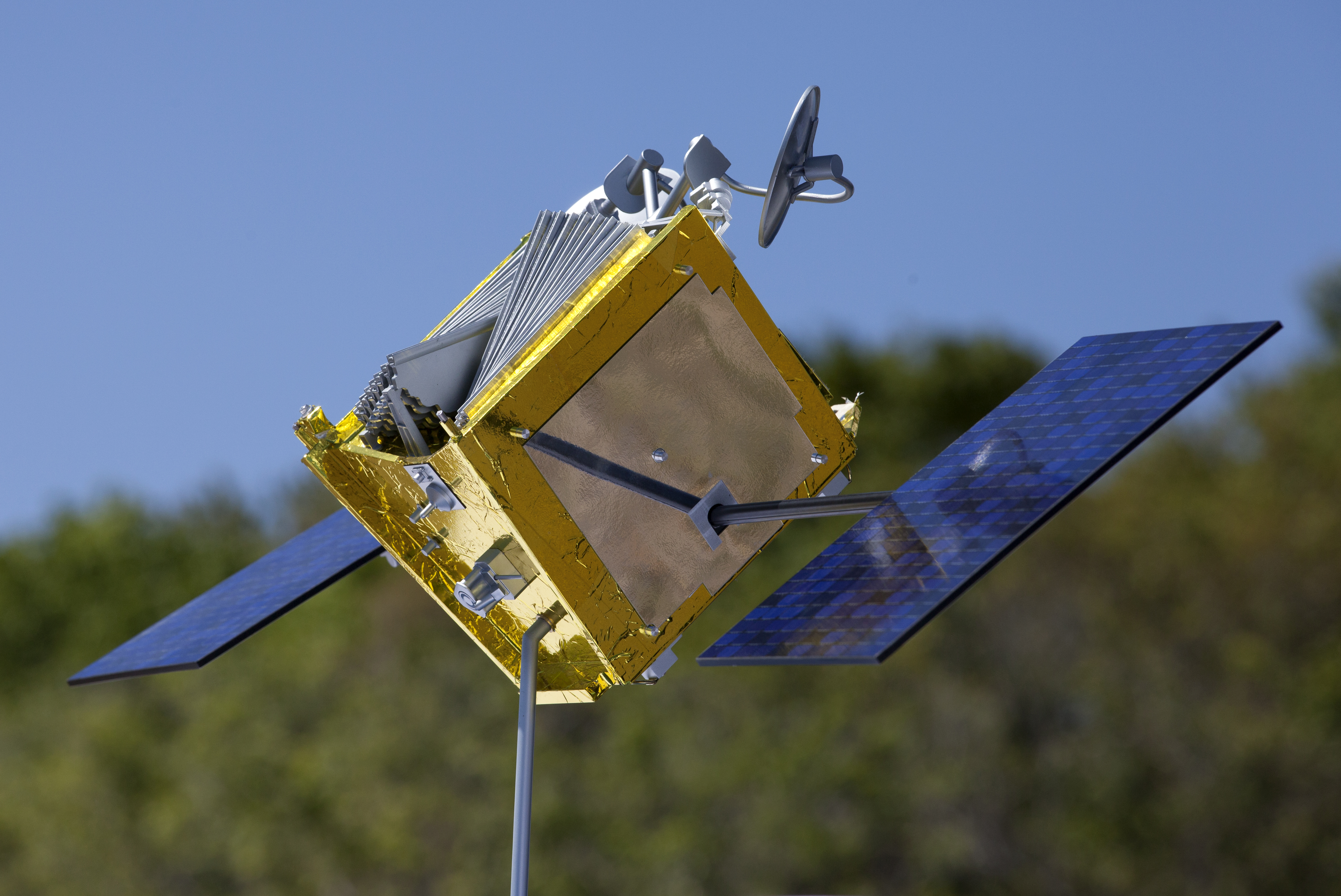
Модель OneWeb-супутника

OneWeb — сузір'я супутників для забезпечення широкосмугового (високошвидкісного) інтернет-зв'язку, яке планувала запустити на кругову ННО компанія «OneWeb». Було заплановано до підйому 648 сателітів, що повноцінно мали розпочати роботу у 2021 році.
«OneWeb» мала намір «охопити сотні мільйонів потенційних користувачів, які проживають у місцях, де немає доступу до високошвидкісного інтернету». Зважаючи на те, що робочі спроможності перших сотень супутників були продані майбутнім клієнтам, «OneWeb» розглядала можливість суттєво збільшити первинний план, додавши ще 5260 супутників.
У березні 2020 компанія заявила про банкрутство, посилаючись на кризу, спричинену пандемією коронавірусної хвороби 2019, хоча існує думка, що OneWeb не спроможна була більше продовжувати роботу через нестачу коштів. Вже запущені супутники не знищуватимуть, їх планують продати іншій компанії.

## Історія
Засновником компанії був Ґреґ Вілер, а керівником — Адріан Стекель. Спочатку «OneWeb», коли вона ще називалася «WorldVu Satellites», зареєстрували у Сент-Гелієр, Джерсі. Пізніше вона має офіси у Лондоні, Флориді та Каліфорнії.
У червні 2014 року «OneWeb» придбала права на запуск 360 супутників у компанії «SkyBridge», що збанкрутувала у 2000 році. У листопаді 2014 року з'явилася інформація, що Ґреґ Вілер та Ілон Маск, засновник SpaceX, розглядають можливість спільної побудови фабрики для серійного виробництва супутників. Адже супутникова платформа дозволяє значно спростити та здешевити цей процес. Однак, це залишилося лише планами, і компанії вирішили виготовляти сателіти окремо. Невдовзі SpaceX оприлюднила свій проект Starlink.
У січні 2015 року, «OneWeb» отримала інвестиції від Virgin Group та Qualcomm. Вона запропонувала існуючим виробникам супутників утворити спільне підприємство, яке змогло б виготовляти кілька супутників в місяць, вартість кожного з яких була б меншою $500 тис. Незабаром про це домовилися із німецькою компанією Airbus Defence and Space.
У червні 2015 року компанія повідомила про домовленість із Arianespace щодо 21 запуску (по кілька супутників за раз) російською ракетою Союз-2 (хоча ФСБ заборонила «OneWeb» працювати на своїй території, пояснюючи це можливим шпигунством) та із Virgin Orbit щодо 39 одиночних запусків ракетою LauncherOne.
Після того, як компанія вирішила виготовляти додаткову партію супутників, вона подала заявку до Федеральної комісії зі зв'язку США на запуск 2'000 апаратів, що мали працювати у V-діапазоні на негеосинхронній орбіті. 720 із них працювали б на висоті 1'200 км, а інші 1'280 — на середній навколоземній орбіті.
У грудні 2018 року з'ясувалося, що вартість кожного супутника значно перевищить заплановані $500 тис., хоча і буде менше $1 млн. При цьому їх потужність також зросте, що дозволило б зменшити їх необхідну кількість до 600 одиниць.
У березні 2019 року після останнього раунду переговорів «OneWeb» отримала від SoftBank та інших вкладників $3,4 млрд. інвестицій.

## Технічні характеристики
Маса одного супутника — 150 кг. 648 із них мали перебувати на вісімнадцяти полярних орбітах Землі на висоті 1'200  км. Вони працювали б із сигналом у Ku-діапазоні мікрохвильового випромінювання із частотою 12—18 ГГц. Кожен із них мав надавати не менше 8 Гбіт/с.
Початково планувалося, що доступ користувачів до інтернету буде здійснюватись через спеціальний пристрій — термінал — стаціонарний або мобільний (зображення), що мав фазовану антену розміром 36х16 см² і забезпечував би доступ до інтернету на швидкості 50 Мбіт/с. Однак пізніше компанія повідомила, що надаватиме свої послуги через вже існуючих інтернет-провайдерів.
Задля уникнення збільшення кількості космічного сміття «OneWeb» надав своїм супутникам спроможність після закінчення терміну їх служби сходити з орбіти та згорати під час входження в атмосферу.

## Критика

### Нанесення шкоди екології
В 2023 році, науковці зі США та Великої Британії визнали, що супутниковий інтернет, а саме мережа Starlink, негативно впливає на екологію. Вони зауважили, що супутникові групи вже зараз залишають значний екологічний слід, перевищуючи показник на одного абонента від наземних альтернатив в 14-21 рази. Прогнозується, що ця різниця може зрости до 31-91 разів протягом наступних 5 років. Як зазначалося, що вплив на екологію має не лише SpaceX, а й Amazon Kuiper та OneWeb, які також вже мають чисельну кількість супутників на орбіті Землі.

## OneWeb та Україна
У квітні 2024 року український мобільний оператор «Київстар» повідомив, що він став офіційним представником британської компанії OneWeb в Україні.
B2B-директор «Київстар» Костянтин Вечір тоді сказав, що «Київстар» тестує супутниковий зв’язок OneWeb у Силах оборони.
На початку березня 2025 року стало відомо, що через зміну зовнішньої політики Сполучених Штатів ЄС веде перемовини з чотирма європейськими операторами супутникового інтернету для заміни Starlink в потребах Сил оборони України.
Перемовини ведуться з чотирма великими супутниковими операторами: люксембурзькою SES, іспанською Hisdesat, британською Viasat та французько-британською Eutelsat/OneWeb.

## Запуски
| № | Дата                                                     | Ракета | Космодром | Супутників | Статус |
| 1 | 27 лютого 2019                                           | Союз-2 | Куру      | 6          | успіх  |
| 1 | Із 10 побудованих сателітів запустили 6 тестових одиниць |        |           |            |        |
| 2 | 6 лютого 2020                                            | Союз-2 | Байконур  | 34         | успіх  |
| 3 | 21 березня 2020                                          | Союз-2 | Байконур  | 34         | успіх  |